# Lettere di Giovanni
Le lettere di Giovanni sono tre lettere incluse nel Nuovo Testamento e tradizionalmente attribuite a Giovanni apostolo:
- Prima lettera di Giovanni;
- Seconda lettera di Giovanni;
- Terza lettera di Giovanni.